# 纳瓦斯德尔马德罗尼奥
纳瓦斯德尔马德罗尼奥，是西班牙埃斯特雷马杜拉卡塞雷斯省的一个市镇。总面积112平方公里，总人口1555人（2001年），人口密度14人/平方公里。